# Nedlukseak Island
Nedlukseak Island – niezamieszkana wyspa w Cieśninie Davisa, w Archipelagu Arktycznym, w regionie Qikiqtaaluk, na terytorium Nunavut, w Kanadzie. W pobliżu Nedlukseak Island położone są wyspy: Manitung Island (13,5 km), Alikdjuak Island (19,4 km), Kekertaluk Island (24,7 km), Nunatsiaq Island (28,6 km) i Pilektuak Island (38 km).